# 성영훈 (1960년)
성영훈(成永薰, 1960년 ~ )은 대한민국의 검사 출신 법조인이자 제5대 국민권익위원회 위원장이다. 본관은 창녕이며, 서울 출생이다.

## 생애
서울중앙지검 특수2부 검사 시절 교육방송 전 원장을 방송교재 출판업체로부터 수천만원의 금품을 받은 혐의로 구속 기소하는 등 학원 및 고액과외 비리 수사에 참여했다. 
광주지검장 시절 보해저축은행 불법대출 사건 수사를 지휘했다. 2011년 법무법인 태평양에 고문변호사로 자리를 옮겼다.
법무부에서 공보관, 검찰1과장, 법무실장 등으로 근무했다.  
'통일독일의 구동독 몰수재산처리 개관' 등의 저서와 '사형제도에 관한 고찰', '통일 독일의 범죄 동향' 등의 연구논문을 펴냈다.

## 학력
- 연세대학교 법학 학사
- 연세대학교 대학원 법학 석사 민사소송법 전공
- 연세대학교 법학전문대학원 형법 박사과정 수료

## 경력
- 1983년 제25회 사법시험 합격
- 1984.01 ~ 1986.02 제15기 사법연수원
- 1986.03 ~ 1988.09 부산지방검찰청 검사
- 1989.09 ~ 1990.09 춘천지방검찰청 원주지청 검사
- 1990.09 ~ 1992.03 서울북부지방검찰청 검사
- 1992.03 ~ 1993.03 광주지방검찰청 검사(독일 연방법무부/베를린지검 정권범죄특별수사본부 파견근무
- 1993.03 ~ 1995.09 법무부 특수법령과 검사
- 1995.09 ~ 1997.09 서울중앙지방검찰청 특수2부 검사
- 1997.09 ~ 1998.08 인천지방검찰청 특수부 부부장검사(독일 브레멘지방검찰청 파견근무)
- 1998.08 ~ 1999.06 대구지방검찰청 영덕지청 지청장
- 1999.06 ~ 2001.06 법무부 검찰국 연구검사
- 2001.06 ~ 2002.02 법무부 검찰국 검찰 제4과장
- 2002.02 ~ 2002.08 법무부 공보관
- 2002.08 ~ 2003.03 법무부 법무연수원 연구위원
- 2003.03 ~ 2004.06 법무부 검찰국 검찰 제1과장
- 2004.06 ~ 2005.04 서울중앙지방검찰청 형사 제5부 부장검사
- 2005.04 ~ 2006.02 춘천지방검찰청 강릉지청 지청장
- 2006.02 ~ 2007.03 서울고등검찰청 검사 겸 대검찰청 전략과제연구관(독일 프라이부르크 막스플랑크국제형사법연구소 파견)
- 2007.03 ~ 2008.02 서울남부지방검찰청 차장검사
- 2008.03 ~ 2009.01 제6대 의정부지방검찰청 고양지청 지청장
- 2009.01 ~ 2009.08 대구지방검찰청 제1차장검사
- 2009.08 ~ 2010.07 법무부 법무실장
- 2009.08. ~ 2010.07 교육과학기술부 법학교육위원회 위원
- 2010.07 ~ 2011.08 제54대 광주지방검찰청 검사장
- 2011.08 ~ 2011.09 대검찰청 공판송무부장
- 2011.09 ~ 2015.12 법무법인 태평양 고문, 변호사
- 2012.03 ~ 2015.12. ㈜풀무원 홀딩스 사외이사
- 2012.03. ~ 2014.12. ㈜유니온스틸 사외이사
- 2012.04 ~ 2015.12. 법률신문 사설집필위원 겸 편집위원
- 2013.03 ~ 2013.07 국회의장 법정형 정비 자문위원회 위원
- 2014.03 ~ 2015.02 법무부 정책위원회 위원
- 2015.02 ~ 2015.07 대법원 사실심 충실화를 위한 사법제도개선 자문위원회 위원
- 2015.09 ~ 2015.12 법무부 자체평가위원회 위원장
- 2015.12 ~ 2017.06 제5대 국민권익위원회 위원장
- 2017.02 연세대학교 법과대학 동창회장
- 2017.08 법률신문 편집위원
- 2017.08 ~ 현재 변호사
- 2017.09 ~ 2019.08 연세대학교 법학전문대학원 특임교수
- 2017.10 ~ 2020.05 홍진기법률연구재단 이사
- 2018.01 ~ 현재 서울중앙지방법원 조정위원
- 2018.01 ~ 현재 법무법인(유한) 태평양 고문변호사
- 2019.03 롯데캐피탈 사외이사
- 2020.03 ~ 현재 BGF 사외이사
- 2021.02 ~ 2026.02 학교법인 가톡릭학원 이사